# Rajbek Bisultanov
Rajbek Alvievich Bisultanov (ur. 29 maja 1995) – duński zapaśnik walczący w stylu klasycznym. Zajął jedenaste miejsce na mistrzostwach świata w 2017. Mistrz Europy w 2019; piąty w 2016. Zdobył cztery medale na mistrzostwach nordyckich w latach 2014–2018. Mistrz Europy U-23 w 2018, wicemistrz świata U-23 w 2018. Mistrz Danii w 2013 i 2014 roku.
Jest bratem zapaśnika Turpala Bisultanova.